# Pencalang

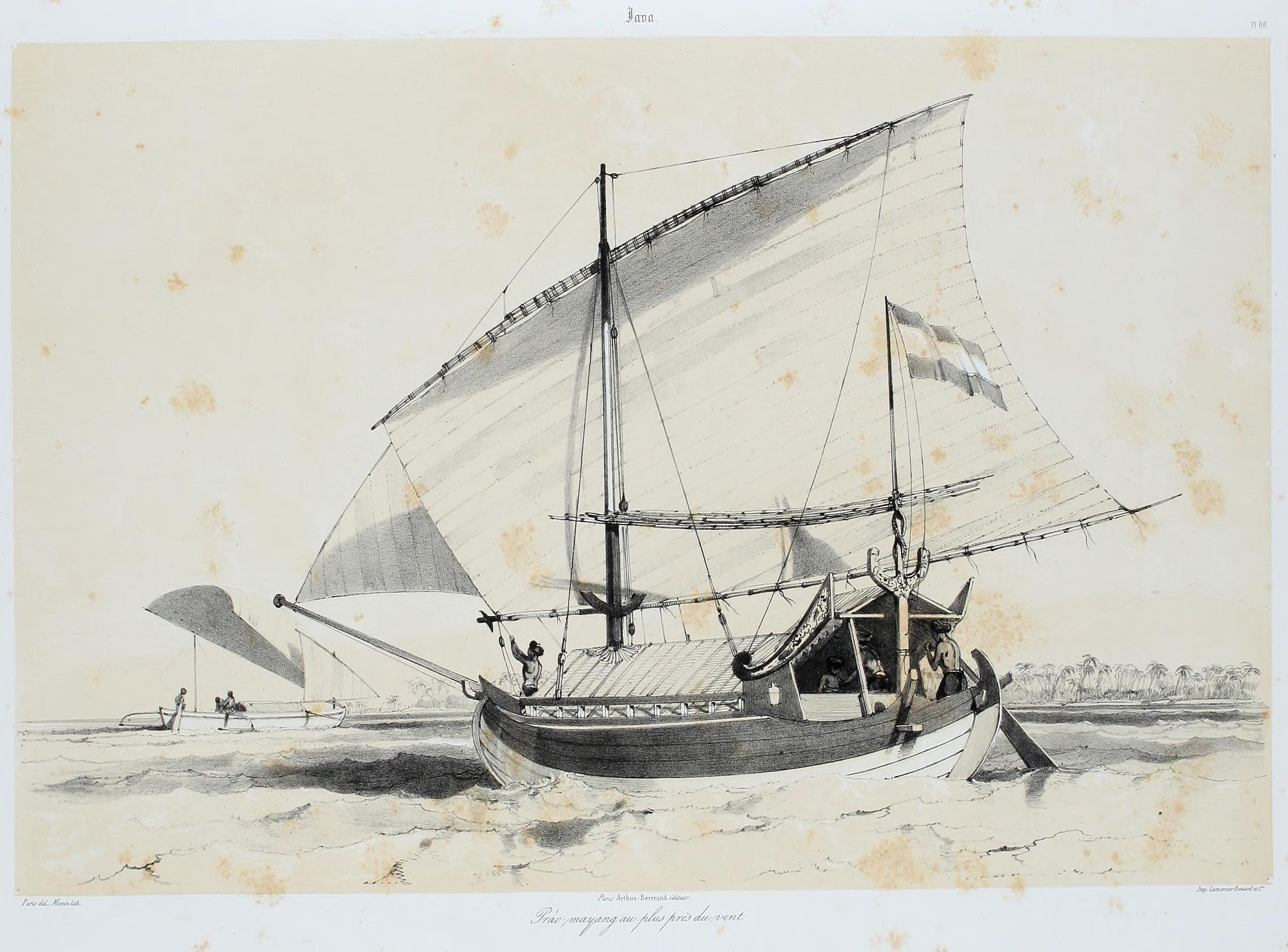
Pencalang (mal étiqueté comme mayang) à pleine voile (Java, 1841)

Le pencalang est un type de navire marchand traditionnel à voile de Nusantara aussi appelé pantchiallang, pantjalang ou pantjaleng. Bateau malais à l'origine, il a été imité et utilisé à la fin du XVIIe siècle, par les javanais et les chinois mais aussi à Bali et aux Célébès.

## Étymologie
Le mot pencalang vient du malais, pentjalang signifiant "perspectives" et pouvant être interprété comme "navire qui a été envoyé à l'affût". Le mot a été absorbé dans la langue indonésienne, à savoir calang et mencalang, qui signifie repérer, reconnaitre : le pencalang peut donc être interprété comme "bateau de reconnaissance".

## Historique

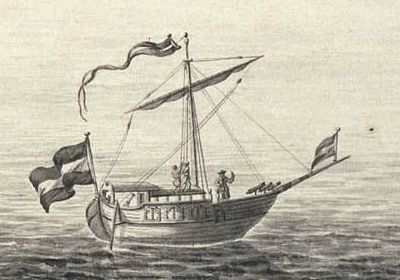
Un pencalang s'apprête à appareiller à Rembang. Plusieurs pistolets pivotants sont visibles.

L'un des premiers récits de pencalang date du XVe siècle, mentionné dans Hikayat Hang Tuah : L'ancien royaume de Majapahit a utilisé deux pencalangs et deux gourabes pour envoyer une lettre et des cadeaux afin d'améliorer les relations avec Malacca.
La compagnie néerlandaise des Indes orientales (VOC) a également fait construire ce type de navire en Indonésie pour disposer d'un petit navire de transport destiné aux eaux indiennes. Alors qu'au début du XVIIIe siècle, la VOC avait à la fois des sloops et des pencalangs, à la fin de ce siècle, seuls les pencalangs étaient construits.
Le pencalang est souvent utilisé pour espionner l'ennemi en utilisant son déguisement de marchand. Par ailleurs, il a pu être utilisé comme navire de guerre, en raison de l'excellente capacité de navigation, la VOC a utilisé ce navire pour lutter contre les pirates.

## Description
L'allure générale évoque un mayang en plus grand. Le pencalang a une poupe et proue fortement incurvée, un fond rond avec quille et franc-bord est surélevé au milieu. Le navire a un pont partiel ou continu, avec une cabine sur la majeure partie de sa longueur abritant le timonier. Le navire est dirigé avec un gouvernail latéral qui peut être utilisé au moyen d'un crochet des deux côtés du navire. L'équipage est composé d'environ 8 à 20 personnes.
Le mât robuste, peut être abaissé sur un support de mât. Il est gréé avec une voile tanja très large et basse avec bôme. Le gréement est relié à un long beaupré.
La longueur des navires locaux d'origine était de 10,7 à 16,5 m avec une largeur de 3,7 à 5,5 m avec un tirant d'eau de 1,8 à 3,7 m. Pour les pencalangs construits par la VOC au début du XVIIIe siècle, ils avaient une longueur de 16,5 à 18 m et une capacité de charge 36,2 à 63,35 tonnes métriques. Ils ont évolué en taille par la suite 18 à 22,5 m de longueur pour une capacité de 108,6-144,8 tonnes métriques.